# Jacques Songo’o
Jacques Celestin Songo'o (Sackbayene, 1964. március 17. –) kameruni labdarúgókapus. Rendelkezik francia állampolgársággal is; fiai, Franck és Yann egyaránt előbb francia, majd kameruni utánpótlás-válogatottak voltak.
A kameruni válogatott színeiben részt vett az 1984. évi nyári olimpiai játékokon, az 1988-as, az 1992-es, az 1998-as és a 2002-es afrikai nemzetek kupáján, az 1990-es, az 1994-es, az 1998-as és a 2002-es labdarúgó-világbajnokságon illetve a 2001-es konföderációs kupán. 1997-ben ő nyerte el a spanyol labdarúgó-bajnokság legjobb kapusának járó Zamora-díjat.